# Zdeněk Zajíček
Zdeněk Zajíček (* 10. května 1967 Praha) je český politik a advokát, v letech 1996 až 1998 poslanec Poslanecké sněmovny PČR, v letech 2006 až 2013 postupně náměstek ministra vnitra ČR, ministra spravedlnosti ČR a ministra financí ČR, od roku 2018 zastupitel hlavního města Prahy, je členem ODS, v letech 2022 až 2023 vykonával funkci místopředsedy strany. V letech 2020 až 2023 byl také viceprezidentem Hospodářské komory ČR, od května 2023 komoře předsedá.

## Život
Absolvoval gymnázium v Praze a Právnickou fakultu Univerzity Karlovy. Od roku 1991 pracoval na Městské prokuratuře v Praze, pak na ministerstvu pro správu národního majetku a na Pozemkovém fondu.
Je ženatý, má tři děti.

## Politické působení
Ve volbách v roce 1996 byl zvolen do poslanecké sněmovny za ODS (volební obvod Praha). V letech 1996–1997 byl členem sněmovního výboru pro veřejnou správu, regionální rozvoj a životní prostředí. V období let 1996–1998 zasedal také ve výboru ústavněprávním a v letech 1997–1998 ve výboru organizačním a výboru mandátovém a imunitním. Od prosince 1997 do ledna 1998 byl místopředsedou poslaneckého klubu ODS. Na poslanecký mandát rezignoval v lednu 1998.
Pak se stal v letech 1999–2002 ředitelem Magistrátu hlavního města Prahy a působil v advokátní praxi. Od září 2006 byl na ministerstvu vnitra náměstkem pro veřejnou správu, informatiku, legislativu a archivnictví. Zaměřoval se na elektronizaci veřejné správy, prosazoval projekt Czech POINTů. Do roku 2009 i předseda dozorčí rady České pošty, s.p. Zasedal i v Radě ČTK a je spoluzakladatelem sdružení eStát. V prosinci 2009 se stal náměstkem ministryně spravedlnosti, kde setrval do roku 2010 a 22. července 2010 byl jmenován náměstkem ministra financí. Zasedá v dozorčí radě CEVRO Institutu. Dva dny po nástupu Rusnokovy vlády jej 12. července 2013 z funkce náměstka ministra financí odvolal nový ministr Jan Fischer.
V komunálních volbách roku 2006 a komunálních volbách roku 2010 byl zvolen do zastupitelstva městské části Praha-Řeporyje za ODS. Ve volbách v roce 2014 nekandidoval. Od 17. března 2016 je prezidentem ICT UNIE z.s.
V komunálních volbách v roce 2018 byl zvolen zastupitelem hlavního města Prahy, když kandidoval na 4. místě kandidátky ODS. Na konci července 2020 byl zvolen viceprezidentem Hospodářské komory ČR. Na 30. kongresu ODS byl 9. dubna 2022 zvolen místopředsedou strany. Ve volbě ho podpořilo 458 z 518 delegátů.
V komunálních volbách v roce 2022 obhájil z pozice člena ODS na kandidátce koalice SPOLU (tj. ODS, TOP 09 a KDU-ČSL) post zastupitele hlavního města Prahy.
Dne 31. května 2023 byl zvolen předsedou Hospodářské komory, když ve volbě porazil Martina Pecinu v poměru 190 ku 64 hlasům. Následně rezignoval na post místopředsedy ODS.